# Forêt des Martyrs

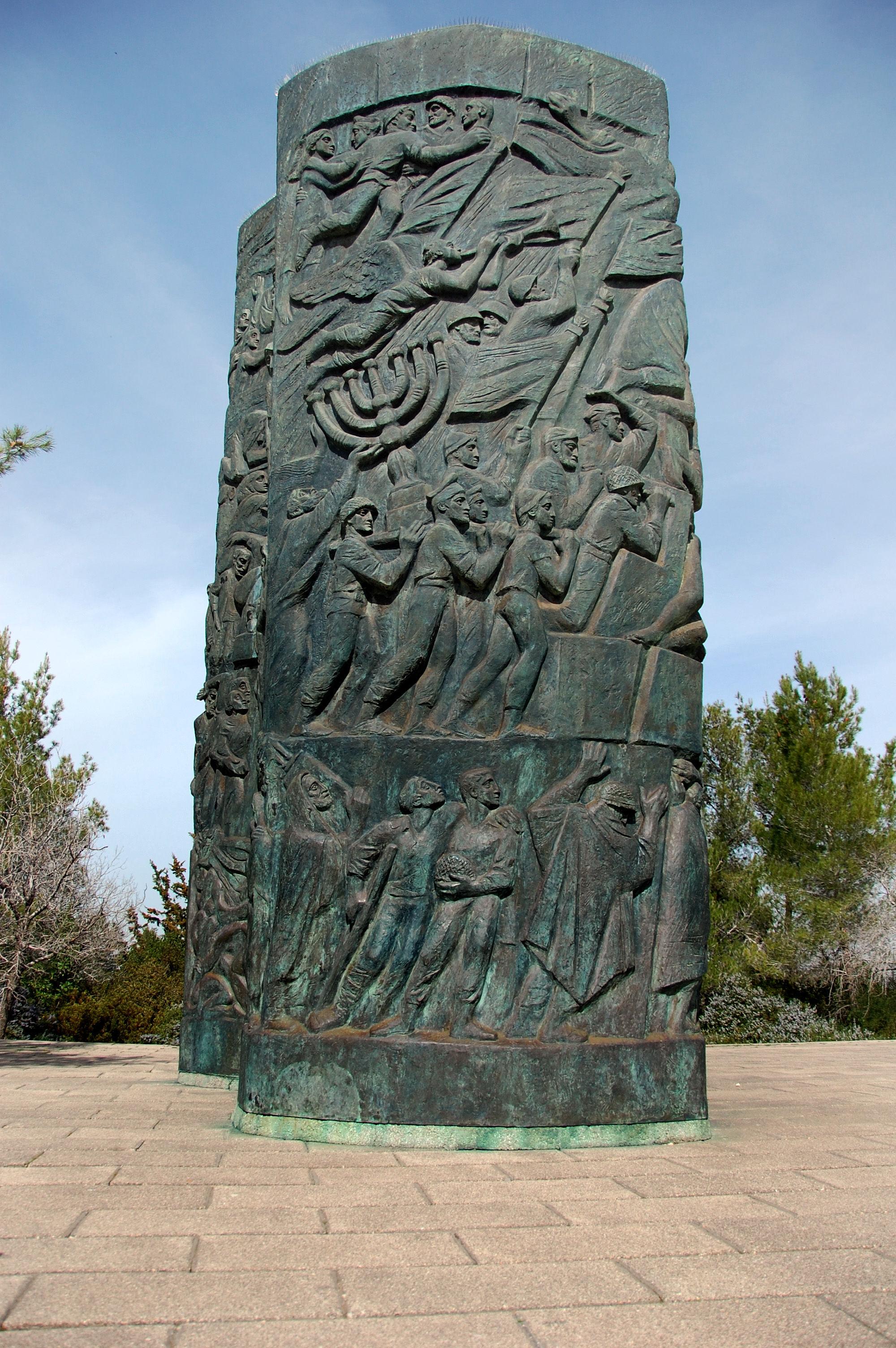
Sculpture "Scroll of Fire" à la mémoire des six millions de Juifs morts pendant la Shoah.

La forêt des Martyrs, hébreu: יער הקדושים, (Ya'ar HaKdoshim) est une forêt à la périphérie de Jérusalem en Israël. Elle est créée en 1951 par le Fonds national juif. Elle est à l'ouest de la forêt d'Eshtaol près de la ville de Beit Meir. Cette forêt est plantée de six millions d'arbres, symbolisant les six millions de Juifs assassinés des nazis pendant Shoah.
Un mémorial y est érigé, il s'agit d'une sculpture de Nathan Rapoport, intitulé « Scroll of Fire » (le rouleau de feu).